# A Seal
A Seal is een zeehondencrèche. De opvang bevindt zich in de Zuid-Hollandse plaats Stellendam en het werkgebied loopt van ongeveer IJmuiden tot Cadzand. In dit gebied leven meer dan duizend zeehonden.

## Geschiedenis
Sinds juli 2014 heeft A Seal de toestemming van het Ministerie van Economische Zaken om zeehonden op te vangen.
Op 18 december werd A Seal officieel geopend met de ingebruikneming van de educatieve tentoonstelling.